# جیمز کونلین
جیمز کونلین (به انگلیسی: James Conlin) بازیکن فوتبال زادهٔ ۶ ژوئیه ۱۸۸۱ اهل انگلستان بود که سابقهٔ بازی در تیم ملی فوتبال انگلستان را در کارنامهٔ خود دارد. وی در تاریخ ۷ آوریل ۱۹۰۶ تنها بازی ملی خود را در مقابل تیم ملی فوتبال اسکاتلند انجام داد.